# Tārīch-i Baihaqī
Das Tārīch-i Baihaqī ist ein von dem Sekretär Abū l-Fazl Baihaqī (995/6–1077) in der persischen Varietät von Ghazni verfasster detaillierter historischer Bericht in 30 Bänden, von denen die meisten verschollen sind.

## Namen und Inhalt
Der moderne Name ist Tārīch-i Baihaqī (persisch تاریخ بیهقی, DMG Tārīḫ-i Bayhaqī, ‚Geschichte Baihaqīs‘).
Von diesem Werk sind nur die dritte Abteilung (Bände VI–X) erhalten, die die Regierung Masuds I. mit Rückblicken auf frühere Ereignisse darstellen. Daher wurde das Werk auch Tārīch-i Masʿūdī (تاریخ مسعودی, DMG Tārīḫ-i Masʿūdī, ‚Geschichte Masuds I.‘) genannt. Die erste Abteilung wurde Tārīch-i Nāsirī (تاریخ ناصری, DMG Tārīḫ-i Nāṣirī, ‚Geschichte Nāsirs‘) und die zweite Abteilung wurde Tārīch-i Yamīnī (تاریخ یمینی, DMG Tārīḫ-i Yamīnī) oder Maqāmāt-i Mahmūdī (مقامات محمودی, DMG Maqāmāt-i Maḥmūdī, ‚Geschichte Mahmuds‘) genannt.
Andere Namen sind:
- Tārīch-i Āl-i Sabuktagīn (تاریخ آل سبکتگین, DMG Tārīḫ-i Āl-i Sabuktagīn, ‚Geschichte von Dynastie Sabuktagīns‘)
- Dschāmiʿ al-Tawārīch (جامع التواریخ, DMG Ǧāmiʿ at-Tawārīḫ, ‚Kompendium der Chroniken‘)
- Dschāmiʿ fī Tārīch-i Sabuktagīn (جامع فی تاریخ سبکتگین, DMG Ǧāmiʿ fī Tārīḫ-i Sabuktagīn, ‚Kompendium der Chroniken Sabuktagīns‘)
- Mudschalladāt (مجلدات, DMG Muǧalladāt, ‚Die Bücher‘)
- Tārīch-i Āl-i Nāsir (تاریخ آل ناصر, DMG Tārīḫ-i Āl-i Nāṣir, ‚Geschichte von Dynastie Nāsirs‘)

## Analyse
Da Baihaqī nicht nur militärische und politische Ereignisse der Ghaznawidenzeit  chronologisch auflistet, sondern auch andere Geschehnisse mit einer reichhaltigen Sprache schildert, wirkt sein Werk eher wie ein historischer Roman, wenngleich die handelnden Personen auch real sind. Daher stellt das Buch ein wertvolles Werk der persischen Literatur dar.

## Ausgaben
- تاریخ بیهقی، به تصحیح دکتر علی اکبر فیاض، با مقدمه دکتر محمد جعفر یاحقی، انتشارات دانشگاه فردوسی مشهد، چاپ سوم ۱۳۷۵. (persisch)